# サタナイン
『サタナイン』（原題：Saturnine Martial & Lunatic）は、ティアーズ・フォー・フィアーズが1996年に発表した、シングルBサイド曲・アルバム未収録曲等の音源を集めたレア・トラック・アルバム。日本語タイトルは原題を省略してカタカナ表記。原題の意味は「気難しいマーシャルと狂人」。

## 解説
『キングス・オブ・スペイン』に伴う世界ツアー終了後に発表された。1983年から1993年という10年間にわたる活動でアルバム収録されなかった楽曲を収めている。レコード会社を移籍した関係で、前作『キングス・オブ・スペイン』の時期に制作された楽曲は含まず、マーキュリー／フォノグラム時代の楽曲に特化した内容となっている。
実験的なインスト・ナンバーや、ロバート・ワイアット、デヴィッド・ボウイといったミュージシャンの楽曲カバーなどを含み、結果的にティアーズ・フォー・フィアーズの音楽性の幅広さや独特な嗜好性を浮き彫りにした作品となった。
シングル曲のカップリングで発表された楽曲が大半を占めており、違う出自を持つのは以下の3曲である。「ジョニー・パニック」はティアーズ・フォー・フィアーズではなくジョニー・パニック・アンド・ザ・バイブル・オブ・ドリームズ名義で発表されたヴァージョンを収録。「アッシュズ・トゥ・アッシュズ」はチャリティ・アルバム『Ruby Trax』への提供楽曲だったもの。「ザ・ウェイ・ユー・アー」は本作唯一のシングル発表曲である。
カバー・デザインをローランド・オーザバル自身が担当している。

## 収録曲
1. ジョニー・パニック - "Johnny Panic and the Bible of Dreams" – (R. Orzabal) - 6:21
2. ザ・ビッグ・チェアー - "The Big Chair" – (R. Orzabal, C. Smith, I. Stanley, C. Hughes) - 3:20
3. シュロディンガーズ・キャット - "Schrödinger's Cat" – (R. Orzabal, A. Griffiths) - 5:03
4. マイ・ライフ・イン・ザ・スーサイド・ランクス - "My Life in the Suicide Ranks" – (R. Orzabal, C. Hughes, I. Stanley) - 4:32
5. ラヴ・ウィズ・ア・ブラインド・マン - "When in Love With a Blind Man" – (R. Orzabal, I. Stanley) - 2:24
6. ファラオズ - "Pharaohs" – (R. Orzabal, C. Smith, I. Stanley, C. Hughes) - 3:41
7. デジャ・ヴ - "Déjà-Vu & The Sins of Science" – (R. Orzabal, A. Griffiths) - 6:24
8. マローダーズ - "The Marauders" – (R. Orzabal, C. Hughes, I. Stanley) - 4:08
9. ティアーズ・ロール・ダウン - "Tears Roll Down" – (R. Orzabal, D. Bascombe) - 3:16
10. ニュー・スター - "New Star" – (R. Orzabal, A. Griffiths) - 4:26
11. ボディ・ワウ - "The Body Wah" – (R. Orzabal, A. Griffiths) - 5:19
12. ロード・オブ・カーマ - "Lord of Karma" – (R. Orzabal, A. Griffiths) - 4:41
13. ブラッドレッティング・ゴー - "Bloodletting Go" – (R. Orzabal, A. Griffiths) - 4:11
14. オールウェイズ・イン・ザ・パスト - "Always in the Past" –(R. Orzabal, C. Hughes, I. Stanley) - 4:38
15. シー・ソング - "Sea Song" – (Robert Wyatt) - 3:51
16. アッシュズ・トゥ・アッシュズ - "Ashes to Ashes" –(David Bowie) - 4:31
17. エンパイア・ビルディング - "Empire Building" – (C. Smith, R. Orzabal, I. Stanley) - 2:49
18. ザ・ウェイ・ユー・アー - "The Way You Are" –(R. Orzabal, I. Stanley, C. Smith, M. Elias) - 4:57